# Diamonds Unlocked
Diamonds Unlocked è il diciottesimo album di Axel Rudi Pell. È composto da cover ed è stato pubblicato tra il settembre e l'ottobre 2007.

## Tracce
1. The Diamond Overture (Axel Rudi Pell)
2. Warrior (Riot)
3. Beautiful Day (U2)
4. Stone (Chris Rea)
5. Love Gun (Kiss)
6. Fools Game (Michael Bolton)
7. Heartbreaker (Free)
8. Rock the Nation (Montrose)
9. In the Air Tonight (Phil Collins)
10. Like a Child Again (The Mission (UK))
11. Won't Get Fooled Again (The Who)

## Formazione
- Axel Rudi Pell - chitarre
- Johnny Gioeli - voci
- Ferdy Doernberg - Keyboards, chitarra acustica in "Love Gun"
- Volker Krawczak - basso, chitarra acustica in "Love Gun"
- Mike Terrana - batteria, percussioni